# Arnaud Montebourg
Arnaud Montebourg (født 30. oktober 1962 i Clamecy) er en fransk politiker fra Parti Socialiste. 
Den 16. maj 2012 udnævntes han til industriminister i Regeringen Jean-Marc Ayrault.
Hans tip-tip-tip-oldefar Ahmed Ould Cadi, agha blev udpeget til Grand-Croix de la Légion d'honneur i 1867.[kilde mangler]